# Sagawa
Sagawa ist ein Familienname.

## Namensträger
- Issei Sagawa (1949–2022), japanischer Mörder
- Kosuke Sagawa (* 2000), japanischer Fußballspieler
- Masato Sagawa (* 1943), japanischer Physiker
- Ryōsuke Sagawa (* 1993), japanischer Fußballspieler